# Blockkammer von Battin
Die Blockkammer von Battin war eine megalithische Grabanlage vermutlich der jungsteinzeitlichen Trichterbecherkultur (TBK) bei Battin, einem Gemeindeteil von Brüssow im Landkreis Uckermark (Brandenburg). Sie wurde 1896 archäologisch untersucht und später zerstört.

## Lage
Das Grab befand sich 1 km südwestlich von Battin auf dem Trendelberg. Am nördlichen Ortsausgang lag im Mühlenberg das Großsteingrab Battin.

## Beschreibung
Die Anlage besaß eine runde Hügelschüttung mit einem Durchmesser von 18 m und einer Höhe von 2 m. Auf dem Hügel stand eine runde, aus 13 Steinen bestehende Umfassung mit einem Durchmesser von 11 m. Etwa im Zentrum des Hügels war eine nord-südlich orientierte Grabkammer eingetieft. Ihre Oberseite schloss mit der Spitze des Hügels ab, womit die Anlage als Blockkammer anzusprechen ist. Die Kammer bestand aus fünf Wandplatten, die zwischen 25 und 35 cm dick waren. Die westliche Langseite besaß zwei Wandplatten. Die Deckplatte fehlte. Der Boden war mit kleinen Platten aus Rotsandstein bepflastert. Die Kammer hatte eine Länge von 1,25 m, eine Breite von 0,65 m und eine Höhe von 0,8 m.
Die Grabkammer war zum Zeitpunkt der Untersuchung bereits ausgeraubt, außerhalb wurden an der Südwest- und der Nordost-Ecke aber noch Bestattungsreste entdeckt. Es handelte sich um menschliche Skelettreste von mehreren Individuen, die nicht näher untersucht wurden. An Beigaben wurden ein dicknackiges Feuersteinbeil sowie ein Rundschaber und mehrere Splitter aus Feuerstein gefunden. Die Funde verblieben zunächst in Privatbesitz und gelangten später ins Märkische Museum nach Berlin.